# 谷笑冰
谷笑冰（1985年7月12日—），江苏兴化人，中国女子国际象棋棋手、女子特级大师。现为扬州运河棋院副院长。
谷笑冰曾于2002年获得过全国国际象棋锦标赛女子亚军。次年晋升为女子特级大师，并成为了江苏首位获得该称号的女棋手。2004年，代表南开大学获世界大学生运动会团体冠军。次年，获世界青年国际象棋锦标赛女子亚军。2013年，谷笑冰加盟扬州报业传媒集团，出任旗下的运河棋院副院长。2016年，夺得澳大利亚国际象棋女子大师赛冠军。
谷笑冰于2004年考入南开大学新闻专业。2010年，进入北京大学攻读文化产业硕士研究生。她的男友是国际象棋特级大师赵骏。